# Ohata Takuya
Ohata Takuya (大畑 拓也 Ohata Takuya, sinh ngày 28 tháng 5 năm 1990) là một cầu thủ bóng đá người Nhật Bản. Anh thi đấu cho SC Sagamihara.

## Sự nghiệp
Ohata Takuya gia nhập câu lạc bộ tại J1 League Júbilo Iwata năm 2009. Năm 2011, anh vào học tại Đại học Juntendo. Năm 2015, anh gia nhập câu lạc bộ tại Giải bóng đá Nhật Bản Azul Claro Numazu. Năm 2017, anh chuyển đến câu lạc bộ J3 League SC Sagamihara.